# 大室山 (富士山)
大室山（おおむろやま）は、山梨県南都留郡富士河口湖町本栖、富士山の北西麓にある標高1468mの山。
富士山が持つ多くの側火山のひとつで、なだらかな富士山の麓にあるため外見は独立峰に見える。頂上部には火口の窪みがある。青木ヶ原樹海の南側に位置し、周辺には本栖風穴、大室風穴、神座風穴などの風穴が点在する。大室山への登山道はなく、頂上部は樹林に囲まれ眺望は悪い。また、鳥獣保護区・国立公園特別保護地域に指定されているため、昆虫や野草の採集などは禁止されている。

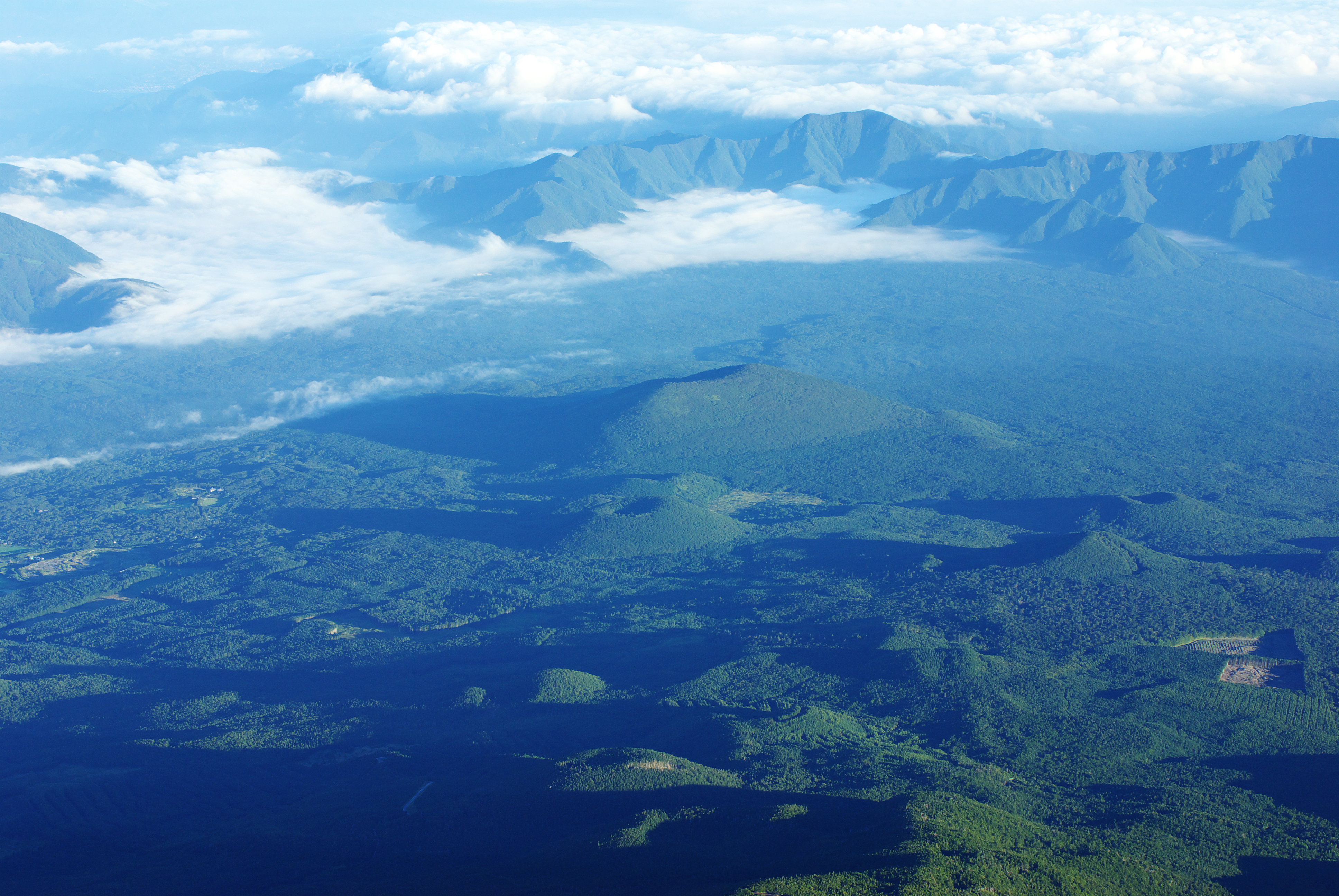
富士山頂からみた大室山（中央）
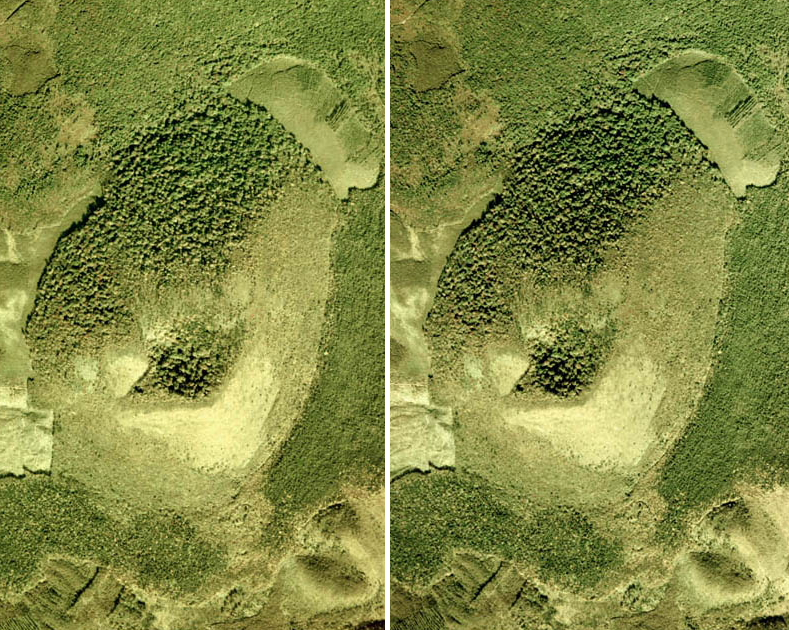
大室山のステレオ写真
写真上方が北。 国土交通省 国土地理院 地図・空中写真閲覧サービスの空中写真を基に作成